# Lamut
Lamut è una municipalità di quarta classe delle Filippine, situata nella Provincia di Ifugao, nella Regione Amministrativa Cordillera.
Lamut è formata da 18 baranggay:
- Ambasa
- Bimpal
- Hapid
- Holowon
- Lawig
- Lucban
- Mabatobato (Lamut)
- Magulon
- Nayon
- Panopdopan
- Payawan
- Pieza
- Poblacion East
- Poblacion West
- Pugol (Ifugao Reservation)
- Salamague
- Sanafe
- Umilag